# Срдан Голубовић
Срдан Голубовић (Београд, 24. август 1972) српски је режисер и универзитетски професор.

## Филмографија
| Филмографија | Филмографија        | Филмографија | Филмографија | Филмографија               |
| Година       | Наслов              | Позиција     | Позиција     | Напомене                   |
| Година       | Наслов              | Редитељ      | Сценариста   | Напомене                   |
| ------------ | ------------------- | ------------ | ------------ | -------------------------- |
| 1993.        | С оне стране немира | Да           | Да           | краткометражни играни филм |
| 1994.        | Тројка              | Да           | Да           | краткометражни играни филм |
| 1995.        | Пакет аранжман      | Да           | Да           | омнибус                    |
| 2001.        | Апсолутних сто      | Да           | Да           | дугометражни играни филм   |
| 2007.        | Клопка              | Да           | Да           | дугометражни играни филм   |
| 2013.        | Кругови             | Да           | Не           | дугометражни играни филм   |
| 2020.        | Отац                | Да           | Да           | дугометражни играни филм   |
| надолазећи.  | Тела                |              |              |                            |